# Je préfère qu'on reste amis...
Ne doit pas être confondu avec Je préfère qu'on reste amis (pièce de théâtre).
Pour plus de détails, voir Fiche technique et Distribution.
Je préfère qu'on reste amis... est un film français d'Éric Toledano et d'Olivier Nakache, sorti en 2005. Il s'agit du premier long métrage mis en scène par le duo.

## Synopsis
Informaticien trentenaire au physique quelconque, célibataire, maladivement timide et hypocondriaque, Claude Mandelbaum mène une existence d'autant plus terne que sa dernière, et unique, histoire d'amour remonte à deux ans. Un jour, à l'occasion du mariage de son meilleur ami, Daniel, il rencontre Serge, quinquagénaire divorcé qui profite pour sa part pleinement de son célibat en enchaînant les aventures. Peu après, sur les conseils de Daniel, Claude se résout à prendre rendez-vous dans une agence matrimoniale d'un genre particulier, où ce sont les femmes qui contactent les hommes. Dans la salle d'attente, il tombe nez à nez avec Serge, qui l'invite à boire un verre chez lui...

## Fiche technique
- Titre : Je préfère qu'on reste amis...
- Réalisation et scénario : Éric Toledano et Olivier Nakache
- Musique : Bruno Coulais
- Décors : Hervé Gallet
- Costumes : Jacqueline Bouchard et Catherine Bouchard
- Directeur de la photographie : Pascal Ridao
- Producteurs : Bruno Chiche, Nicolas Duval
- Directeur de production : Laurent Sivot
- Sociétés de production : Yumé et Quad Productions ; coproduit par Studiocanal, France 3 Cinéma, Canal+
- Distribution : Mars Distribution (France)
- Pays d'origine :  France
- Langue originale : français
- Genre : Comédie
- Durée : 100 minutes
- Budget : 5 300 000 €[1]
- Date de sortie :
  - France : 23 février 2005

## Distribution
- Gérard Depardieu : Serge, l'ami de Claude
- Jean-Paul Rouve : Claude Mandelbaum
- Annie Girardot : Mme Mandelbaum
- Lionel Abelanski : Daniel
- Jonathan Lambert : Totof
- Isabelle Renauld : Sophie
- Yves Jacques : Germain
- Élisabeth Vitali : Véronique
- Xavier de Guillebon : Philippe
- Valérie Benguigui : Éva
- Mar Sodupe : Julie Marquez
- Flore Grimaud : Sylvie
- Caroline Frank : Manon, la mariée
- Cassandra Harrouche : Justine
- Tilly Mandelbrot : Pauline
- Jérôme Benilouz : le photographe
- François Berland : le médecin
- Yacine Mesbah : le forain
- Ellie Binder : une vieille dame à New York
- Lise Lamétrie : l'institutrice
- Virginie Caliari : Barbara
- Mimi Félixine : Latifah
- Francis Freyburger : le collègue de Serge
- Tony Gaultier : "Brad Pitt"
- Thierry Godard : Mathias
- Frédéric Maranber : Jean-Mi
- Idit Cebula, Véronique Dossetto, Marie Gili-Pierre, Tatiana Gousseff, Catherine Hosmalin, Nathalie Levy-Lang, Cristina Pinheiro et Valentine Varela : les candidates aux rencontres amoureuses
- Daphné de Quatrebarbes : la secrétaire d'Uni-Célib
- Jacqueline Staup : Tata Muguette
- Laurent Olmedo : l'animateur

## Production
Le film a été tourné à Paris, New York et dans l'Aube.

## Accueil
Pour un premier film des réalisateurs, et malgré une affiche alléchante (tandem d'acteurs Depardieu-Rouve), le film n'enregistre que 330 411 entrées en salles françaises avec une rentabilité de 41%.

## Commentaire
Annie Girardot joue le rôle d'une femme atteinte de la maladie d'Alzheimer alors qu'elle se savait déjà elle-même atteinte de ce mal depuis le milieu des années 1990.